# Универзитет Нотр Дам
Универзитету Нотр Дам (енгл. University of Notre Dame, ND) је приватни католички универзитет у Саут Бенд, САД, Индијана. Овај универзитет основали су 1842 године француски мисионари.